# دریاچه پیناتوبو
دریاچه پیناتوبو (به لاتین: Lake Pinatubo) یک دریاچه دهانه آتشفشانی در فیلیپین است که در Botolan واقع شده‌است. این دریاچه در سال ۲۰۱۸ پس از فوران کوه پیناتوبو در سال ۱۹۹۱ شکل گرفت.